# Trzechel (przystanek kolejowy)
Trzechel – zlikwidowany przystanek gryfickiej kolei wąskotorowej w Trzechelu, w województwie zachodniopomorskim, w Polsce. Przystanek został zamknięty 1. września 1996 roku.